# Dietmar Weihrich

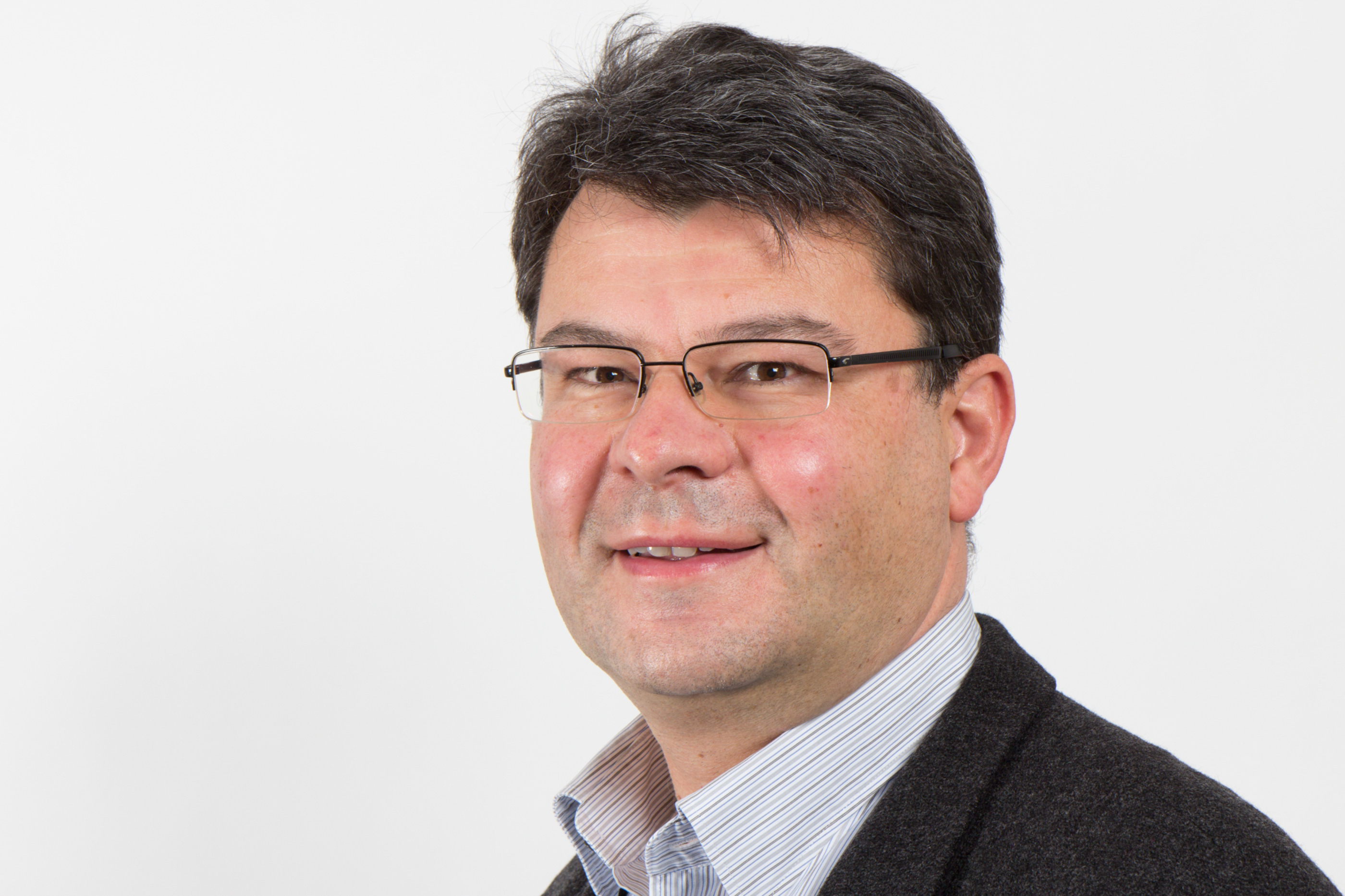
Dietmar Weihrich, 2012

Dietmar Weihrich (* 30. Oktober 1964 in Gießen) ist ein deutscher Politiker (Bündnis 90/Die Grünen).
Weihrich machte 1983 sein Abitur und 1987 eine Berufsausbildung zum Gärtner. Er ist seit 1993 Diplom-Ingenieur für Landschaftsplanung, nachdem er schon als Landschaftsgärtner beruflich tätig war. Von 1993 bis 2004 war er Sachgebietsleiter für Landschaftsentwicklung im Landesamt für Umweltschutz Sachsen-Anhalt, danach dort bis 2010 Fachgebietsleiter für Nachhaltige Entwicklung und seit 2010 Leiter der Stabsstelle im LAU Sachsen-Anhalt. Dieses Amt ruht derzeit.
Weihrich wurde 1996 Mitglied der Grünen. Er saß von 2004 bis 2015 im Stadtrat von Halle (Saale), wo er von 2009–2011 sowie 2012–2014 Fraktionsvorsitzender der Grünen war. Von 2011 bis 2015 war er Abgeordneter im Landtag von Sachsen-Anhalt. Am 27. Juli 2015 schied er nach seiner Wahl zum Mitglied des Senates des Landesrechnungshofs Sachsen-Anhalt aus dem Landtag aus. Er ist in dieser Funktion Leiter der Abteilung III dieser Behörde.